# La Vie extravagante de Balthazar
La Vie extravagante de Balthazar est un roman de Maurice Leblanc, paru d’abord en 27 feuilletons dans Le Journal, entre le 26 décembre 1924 et le 21 janvier 1925 ;  puis édité, pour la première fois, en un volume in-12, chez Laffite, en 1925.

## Résumé
« Ainsi, mon petit monsieur, vous avez pu croire que moi, Charles Rondot, commerçant honorable, et connu comme tel dans le quartier des Batignolles, j'accorderais la main de ma fille à un homme qui n'a pas de père ? »
Balthazar est fiancé sous conditions avec Yolande, la fille de Rondot, .
Après de multiples péripéties pour rechercher son père, une fortune et une situation, c'est à la tête de cinq pères que l'orphelin Balthazar se trouvera, tous tués par le récit, et de cinq mères, dont deux encore vivantes. D'abord pauvre, il hérite de fortunes colossales.
Quand il ne pérégrine pas, Balthazar vit dans un tonneau aménagé à Montmartre. Pour s'occuper de son ménage, vit dans le même champ, dans un simple hamac, une très jeune fille aux tresses blondes serrées, Coloquinte, qu'il a investie de la fonction de secrétaire-dactylographe, symbolisée par une énorme serviette de cuir qui lui déforme la taille et d'où elle sort, à volonté, le pique-nique, les documents, et les billets de mille francs.
Balthazar prend peu à peu conscience du brûlant amour que lui porte Coloquinte, qui veille sur lui et le sauve à plusieurs reprises, et dont les tresses serrées font peu à peu place à de belles boucles dorées, mais qui reste jusqu'au bout, ou presque, résignée au mariage de Balthazar avec Yolande Rondot. C'est à la fin d'un vrai suspense amoureux que les yeux de Balthazar se dessillent et Coloquinte peut accrocher son hamac tout contre le tonneau de Balthazar.

## Narration
Dans un court prologue, Maurice Leblanc dévoile d'emblée une intention parodique, dont l'évidence affleure à maintes reprises dans ce bref roman de genre. Il fait par exemple dire à Balthazar : « On se croit élu par le destin pour être le héros d’aventures extraordinaires, et l’on est quoi ? le lamentable fantoche d’un roman policier, confectionné avec les trucs les plus usés, par un bâcleur de feuilletons. »
Balthazar "enseigne" une "philosophie" selon laquelle il n'y a jamais dans toute vie que de l'ordinaire et de l'aisément explicable, philosophie qu'il transporte dans tous les épisodes de son aventure et dont Coloquinte est la meilleure élève, une sorte de Candide vouée à en souligner l'absurdité face à ce moderne Pangloss (mutatis mutandis).
Par touches successives, ce récit fort habile conduit le lecteur à découvrir sous le tendron au physique ingrat un idéal féminin, certes quelque peu traditionnel, mais si vivant que le "happy end", formulé de manière très elliptique, est une réussite du genre roman d'amour.
Il est à noter également que le thème picaresque de l'absence de père (et de leur multiplicité) est repris dans le roman Hardigras, ou Le Fils de trois pères de Gaston Leroux qui parait quelques semaines plus tard, le 19 février 1925 dans Le Journal.